# Sonnenberg (Brandenburg)
Sonnenberg település Németországban, azon belül Brandenburgban. Lakosainak száma 820 fő (2023. december 31.).

## Népesség
A település népességének változása:
| Lakosok száma | 825  | 835  | 839  | 838  | 820  |
|               | 2017 | 2019 | 2021 | 2022 | 2023 |